# Wortegem-Petegem
Wortegem-Petegem è un comune belga di 6 085 abitanti, situato nella provincia fiamminga delle Fiandre Orientali.